# Село (Калінінське сільське поселення)
Село́ (рос. Село) — присілок у складі Тотемського району Вологодської області, Росія. Входить до складу Калінінського сільського поселення.

## Населення
Населення — 39 осіб (2010; 59 у 2002).
Національний склад (станом на 2002 рік):
- росіяни — 100 %